# NGC 6701
NGC 6701 é uma galáxia espiral barrada (SBa) localizada na direcção da constelação de Draco. Possui uma declinação de +60° 39' 11" e uma ascensão recta de 18 horas, 43 minutos e 12,6 segundos.
A galáxia NGC 6701 foi descoberta em 6 de Agosto de 1883 por Lewis A. Swift.